# Nyctemera amicus
Espèce
Synonymes
- Agagles amicus White, 1841
- Leptosoma plagiatum Guenée, 1868

Nyctemera amicus est une espèce de lépidoptères (papillons) de la famille des Erebidae et de la sous-famille des Arctiinae.

## Répartition
L'espèce est originaire d'Asie du Sud-Est[réf. nécessaire] et d'Océanie, notamment d'Australie.

## Alimentation
La chenille se nourrit sur des espèces de Senecio (Senecio linearifolius, S. quadridentatus, S. mikanioides, S. cruentus et S. scandens). Ces plantes contiennent des alcaloïdes pyrrolizidiniques qui rendent les chenilles désagréables au goût et toxiques pour les oiseaux[réf. souhaitée].

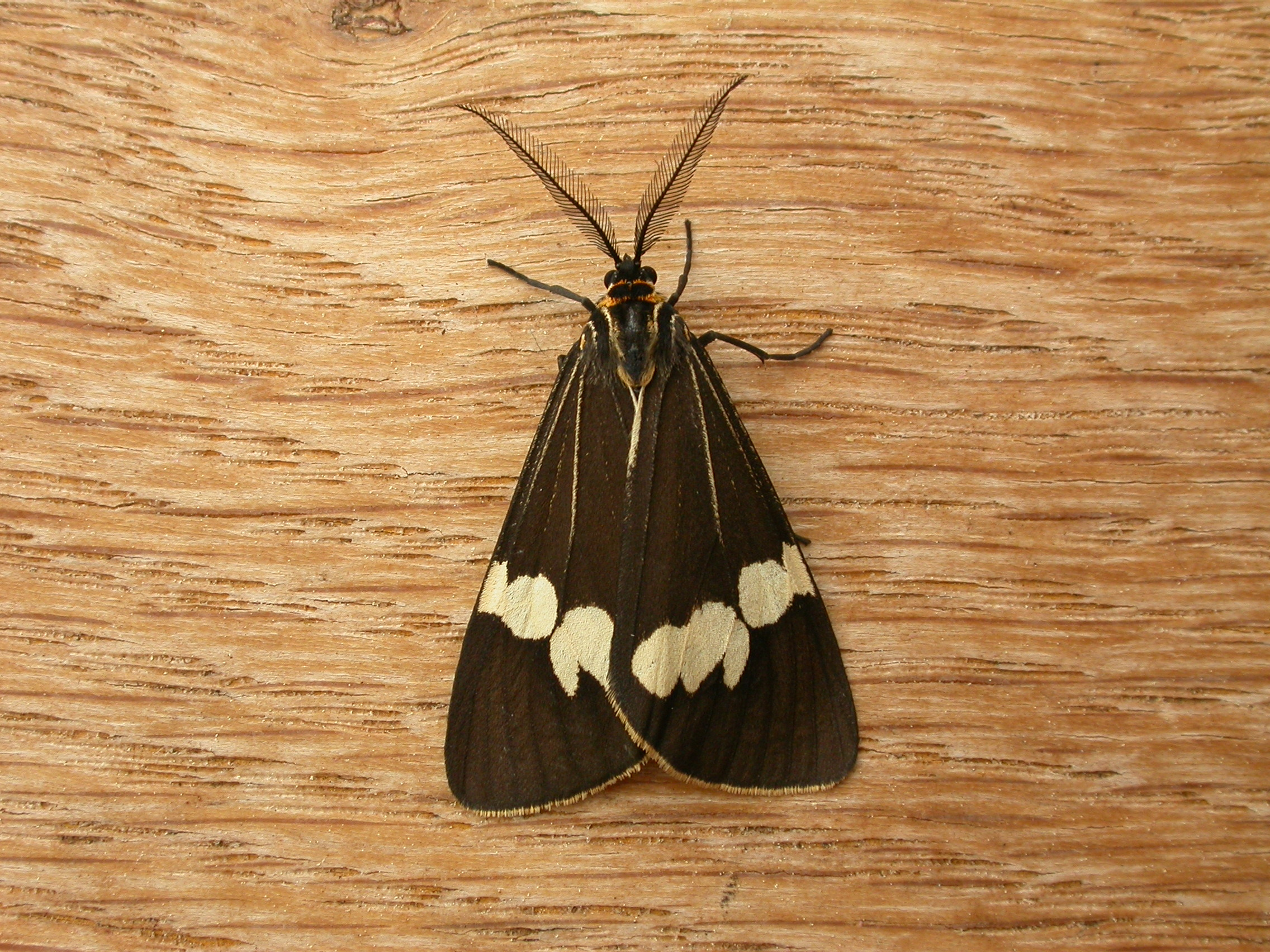
Imago.
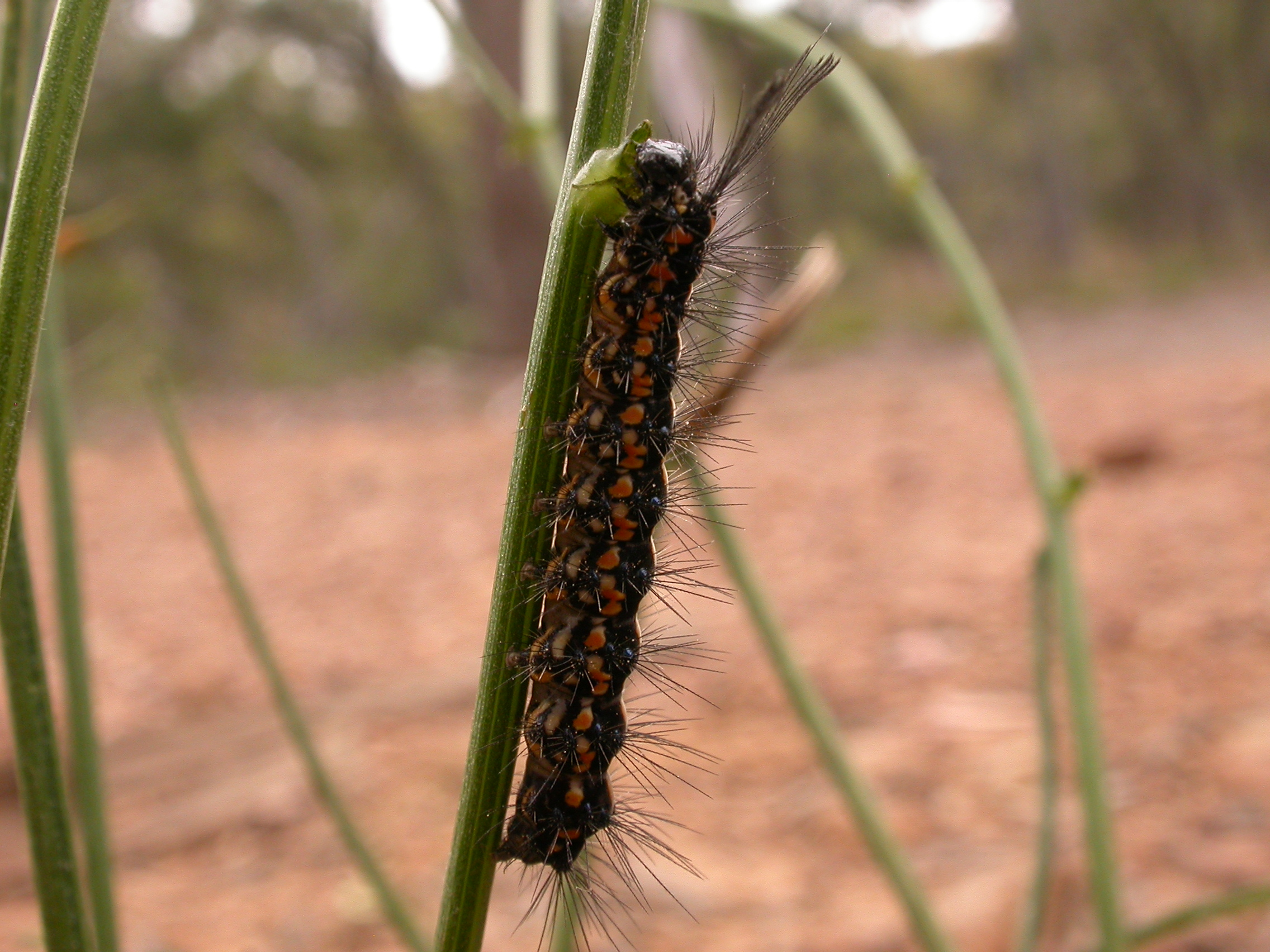
Chenille.